# Isbotnen
Der Isbotnen (norwegisch für Eiskessel) ist ein Kar im Nordwesten der Peter-I.-Insel in der Antarktis. Er liegt am Nordhang der Tofteaksla auf der nordwestlichen Seite des Lars-Christensen-Gipfels.
Wissenschaftler des Norwegischen Polarinstituts benannten ihn 1988.